# ОШ „Вук Караџић” Бадовинци
ОШ „Вук Караџић” је основна школа која се налази у насељу Бадовинци, општина Богатић. Основана је 1843. године. Бадовинци су највеће село у Мачви, а једно од највећих у Србији. Налази се на десној обали Дрине, на приближно подједнакој удаљености од Шапца, Лознице и Сремске Митровице. Најближи град је Бијељина, удаљена 12 км.

## Опште информације
Школа организује извођење наставе и друге послове у следећим просторијама:
- Класичне учионице – 9 учионица;
- Специјализоване учионице – 1 дигитална учионица;
- Кабинети – 2 кабинета, за ликовну културу и информатку
- Сала за физичко васпитање – 1 сала са пратећим објектима;
- Канцеларије – 4 канцеларије: директора, секретара и рачуновође, стручног
- сарадника и наставничка канцеларија;
- Библиотека – 1 библиотека опремљена за издавање књига и боравак ученика;
- Ходници – 4 ходника;
- Санитарни чворови – 4 санитарна чвора;
- Трпезарија и кухиња – 1 трпезарија и 1 кухиња;
- Котларница и оставе за помоћне раднике – 1 котларница и оставе

## Историјат
Школа у Бадовинцима, основана је давне 1843. године, једна је од најстаријих просветних установа у Мачви. Од оснивања до дан данас назив школе се често мењао. У години оснивања, општи назив за основне школе у Србији је нормално училиште и нормална школа. Од 1844. године назива се : селско училиште, основно училиште бадовиначко и основна школа обштине Бадовиначке.
После проглашења Краљевине Србије, 1882. године је краљевска српска основна школа Бадовиначка, а од 1898. године народна основна школа. У Краљевини СХС од 1922. до 1926. називала се основна школа а од 1926. до 1946. године државна народна школа.
После Другог светског рата назива се основна школа ( 1946-1950 ), осмолетка ( 1950-1954 ), осмогодишња школа ( 1954-1959 ) и основна школа од 1959. до данас.
Прво име школе је Вожд Карађорђе и оно је први пут поменуто 1935. године.
Од 1957. до 1973. године, Школа је носила име Моша Пијаде.
Од 1974. до 1993. године Школа је носила име Мачвански партизански одред.
Садашње име Вук Караџић Школа је понела 1993. године. Дело Вука Караџића је темељ српске нововековне културне баштине. Живот Вука Караџића од самоуког пастира из Тршића, до почасног доктора наука бројних европских универзитета симболично одсликава културно и политичко кретање Србије у првој половини 19. века.
Вук је реформатор српског језика, творац идеалног фонетског писма, историчар, етнолог и највише сакупљач усменог народног блага.
Вероватно је да садашње име Школе у Бадовинцима у будућем времену неће бити мењано, као што је до сада чињено, због идеолошких и политичких разлога, јер је оно изнад свих подела.